# Курасов, Сергей Владимирович
Курасов Сергей Владимирович — российский искусствовед, художник, дизайнер. Почётный работник высшего профессионального образования Российской Федерации (2012). Действительный член Российской академии художеств (2020). Заслуженный деятель искусств Российской Федерации (2025).

## Биография
Родился 20 июля 1967 года. В Брянской области.
В 1995 году окончил Московский государственный художественно-промышленный институт им. С. Г. Строганова (специальность «Дизайн». Преподаватели А. С. Квасов, К. А. Кондратьева, А. А. Дубровин).
С 2011 года — ректор МГХПА им. С. Г. Строганова.
Живёт и работает в Москве.

## Звания
- Действительный член Российской академии художеств (Отделение дизайна, с 2020 года)
- Член-корреспондент Российской академии естественных наук (Отделение Дизайна и архитектуры, с 2014 года)
- Член Союза дизайнеров России
- Член Союза художников России
- Член Московского союза художников
- Доктор искусствоведения (2014)[2]
- Профессор (2000)
- Почётный работник высшего профессионального образования Российской Федерации (2012)
- Почётный работник науки и техники Российской Федерации (2015)
- Действительный член Русского географического общества (2013)
- Вице-президент Фонда этнографических исследований «На грани миров» при Российском Географическом обществе
- Член Межведомственной комиссии по урегулированию разногласий, возникающих при передаче религиозным организациям имущества религиозного назначения

## Основные научные труды
- Иконологический подход в приложении к традиционному искусству Тибета // Декоративное искусство и предметно-пространственная среда. Вестник МГХПА. 2012. № 1, часть 1. С. 28-36. 0,5 а.л.
- Иконология как герменевтика сакрального искусства. // Декоративное искусство и предметно-пространственная среда. Вестник МГХПА. 2012. № 1, часть 2. С. 11-22. 0,7 а.л.
- Картина мира в тибетском буддизме и ее отражение в искусстве // Декоративное искусство и предметно-пространственная среда. Вестник МГХПА. 2012. № 2, часть 1. Стр. 12-22. 0,6 а.л.
- Образы и символы тибетского буддизма: к иконологии культуры // Декоративное искусство и предметно-пространственная среда. Вестник МГХПА. 2012. № 2, часть 2. Стр. 13-25. 0,75 а.л.
- Тибетская живопись в системе традиционного искусства. Жанры и школы тибетской живописи // Декоративное искусство и предметно-пространственная среда. Вестник МГХПА. 2012. № 3. Стр. 3-15. 0,7 а.л.
- Искусство Тибета. Исследовательский дискурс // Известия Уральского федерального университета. Серия 2: Гуманитарные науки. 2013. Т. 111. № 1. С. 70-79. 0,56 а.л.
- Декоративно-прикладное искусство Тибета: символика и структура ритуальных объектов // Вестник Чувашского государственного педагогического университета им. И. Я. Яковлева. 2013. № 1-1. С. 104—111. 0,4 а.л.
- Скульптура Тибета: пластика духа // Известия Сочинского государственного университета. 2013. № 1-2 (24). С. 56-61. 0,37 а.л.
- Мандала как специфический жанр живописи Тибета // Театр. Живопись. Кино. Музыка. 2013. Вып. 2. С. 91-100. 0,56 а.л.
- Пантеон тибетского буддизма — отражение сложности человеческой психики. (к проблеме сложения иконографии в искусстве)// Декоративное искусство и предметно-пространственная среда. Вестник МГХПА. 2013. № 4 С. 3-8. 0,34 а.л.
- Космологические символы в искусстве Тибета// Декоративное искусство и предметно-пространственная среда. Вестник МГХПА. 2013. № 4. С. 9-15. 0,38 а.л.
- Проблемы изучения канонического ритуального действия на примере создания песочных мандала// Декоративное искусство и предметно-пространственная среда. Вестник МГХПА. 2013. № 4. С. 16-22. 0,38 а.л.
- Буддизм махаяны и ваджраяны как концептуальная основа содержания тибетского искусства. Перспективы науки. 2013. № 11. С. 50-53. 0,25 а.л.
- Тибетская живопись в жанре танка: технология изготовления. Перспективы науки. 2013. № 12. С. 61-63. 0,3 а.л.
- Иконография, технология и символика металлической скульптуры Тибета. Глобальный научный потенциал. 2013. № 12. С. 40-44. 0,32 а.л.
- Ритуальная символика и структура ступы как пограничного объекта между архитектурой и скульптурой. Российский научный журнал. 2013. № 6. С. 80-83. 0,3 а.л.
- Академия имени С. Г. Строганова и творческое образовательнон пространство XXI века//Первая Всероссийская научная конференция: единая образовательная среда в сфере искусства и дизайна как фактор формирования и воспитания творческой личности 29 мая 2017, МГХПА им. С. Г. Строганова, с.9-14
- Курасов С. В. Кошаев В. Б., Лаврентьев А. Н. //Предисловие. Архетип и инварианты в каноническом и проектно-художественном творчестве. ХХVI Международные Рождественские образовательные чтения: «Нравственные ценности и будущее человечества» 24-26 января 2018,с.14-18
- Размышления о современной теоретической платформе дизайна. Определения дизайна. Проблемы техники и эстетика, формы и функции //Декоративное искусство и предметно-пространственная среда. Вестник МГХПА им. С. Г. Строганова. /М. — МГХПА, 2019. — № 1, часть 2. С.10-26 (совместно с Е. В. Жердевым и А. Н. Лаврентьевым). Издание ВАК
- Рождественские чтения-2019 в МГХПА им. С. Г. Строганова. Сборник материалов Международной научной конференции «Пространство, движение, свет в искусстве христианского мира. Изобразительное и монументально-декоративное искусство, архитектура и предметно-пространственная среда» (XXVII Международные Рождественские образовательные чтения «Молодежь: свобода и ответственность»). М., МГХПА им. С. Г. Строганова, 2019 (Совместно с В. Б. Кошаевым, А. Н. Лаврентьевым и Я.Квятковским).
- Образы нового мира в художественном и проектном сознании. Материалы международной научной конференции «Баухауз и художественные школы эпохи авангарда». М.: МГХПА им. С. Г. Строганова, МАРХИ, 2019
- ИСКУССТВО СВЕТА: НАУКА, ТЕХНИКА, ОБРАЗОВАНИЕ И ПРОЕКТНО-ХУДОЖЕСТВЕННОЕ ТВОРЧЕСТВО. Предисловие к сборнику материалов Международной научной конференции «Искусство света: дизайн, архитектура, художественное и проектное творчество». (Совместно с В. П. Будаком, Н. И. Щепетковым). М., МГХПА им. С. Г. Строганова, 2019
- «Встреча божеского и человеческого». Пространство и время и проблемы канона в искусстве христианского мира. Сборник материалов Международной научной конференции «Канон. Проблемы художественно-временного образа исторически сложившихся церковных зданий и храмового пространства» (XXVIII Международные Рождественские образовательные чтения «Великая Победа: наследие и наследники»). М., МГХПА им. С. Г. Строганова, 2020 (Совместно с А. Н. Лаврентьевым и Я.Квятковским).
- Конструктивизм в XXI веке и Строгановская академия. (Совместно с Е. А. Заевой-Бурдонской). Приветственное слово от МГХПА им. С. Г. Строганова для каталога выставки: «Авангард — театр — мода». М., 2019
- Наследники по прямой. Предисловие к каталогу выставки. Александр Родченко и его круг. Конструктивный мир. Мечты о пространстве. Проекты и объекты, живопись и графика, экспериментальная фотография, фотомонтаж и фоторепортаж. Коллективная монография на основе материалов выставки в Норильском музее. М.: МГХПА им. С. Г. Строганова, 2019.

## Основные произведения
«Жаркое лето Африки» (2007), «Колорит почти русской деревни. Африка» (2007, холст, масло, 60х90), «Аномалия острова Невозвращения» (2007, холст, масло, 60х90), «Городских деревьев зимний звон» (2006, холст, масло, 80х60), «Посланники света» (1999, холст, масло, 80х60), «Амазонский модник» (2003, холст, масло, 48х70), «Бывший лагерь американских военнопленных в тропическом раю Вьетнама» (2000 г., холст, масло, 60х80), «Путь к вершине» (Холст, акрил, смешенная техника, 2010), «Заснеженный перевал» (Холст, акрил, смешенная техника, 2010), «Зимняя мелодия гор» (Холст, акрил, смешенная техника, 2010), «Иная реальность» (Холст, акрил, смешенная техника, 2010), «Живая вода священного озера» (Холст, акрил, смешенная техника, 2010) и др.

## Персональные выставки
- Персональная выставка в МГХПУ им. С. Г. Строганова (Москва, 2006)
- Персональная выставка «Мистика и реальность Тибета» (Москва, 2011)
- Персональная выставка «Лицом К» (Москва, 2017)

## Награды и премии
- Медаль «В память 850-летия Москвы» (1997)
- Заслуженный деятель искусств Российской Федерации (16 августа 2025) — за большой вклад в развитие отечественной культуры и искусства, многолетнюю плодотворную деятельность[3]
- Почётная грамота Президента Российской Федерации (14 октября 2021) — за заслуги в развитии отечественной культуры и искусства, многолетнюю плодотворную деятельность[4]
- Почётный работник высшего профессионального образования Российской Федерации (2012)
- Почётный работник науки и техники Российской Федерации (2015)
- Почётный знак «Ректор года — 2012» (2012)
- Почётный знак «Ректор года — 2013» (2013)
- Золотая медаль «За вклад в Отечественную культуру» Творческого союза художников России (2013)
- Золотая медаль им. Льва Николаева за выдающийся вклад в Просвещение, Образование, Культуру Телекомпании «Цивилизация» при поддержке Министерства образования и науки Российской Федерации (2015)